# Carlos Ruiz Zafón

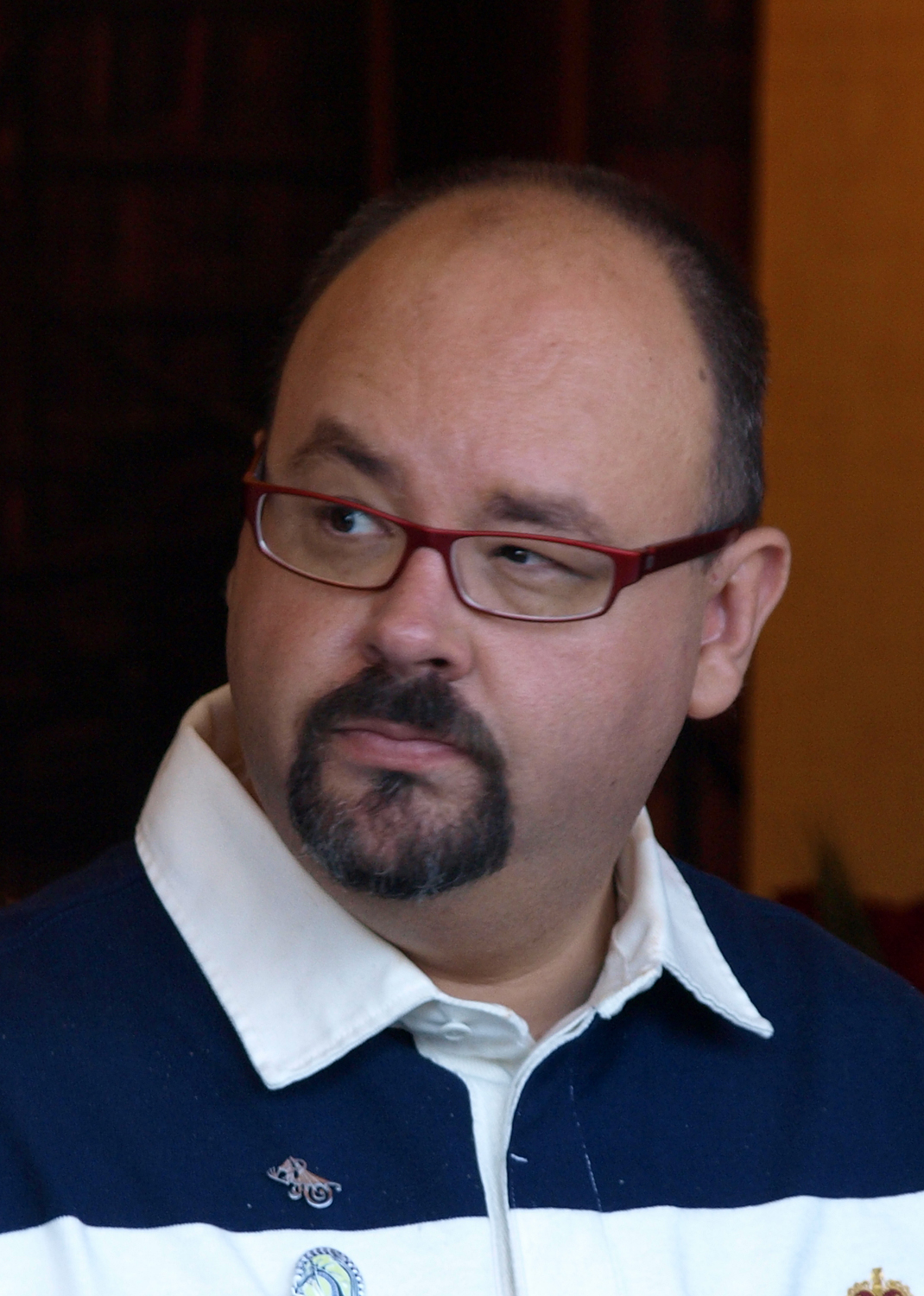
Carlos Ruiz Zafón, 2008

Carlos Ruiz Zafón (* 25. September 1964 in Barcelona; † 19. Juni 2020 in Los Angeles) war ein spanischer Schriftsteller.

## Leben
Carlos Ruiz Zafón wuchs in seiner Heimatstadt Barcelona auf. Sein Vater war Versicherungsvertreter. Seine Schulzeit verbrachte er in Sarrià am Col·legi de Sant Ignasi, einer Jesuitenschule mit Sitz in einem gotischen Schloss aus rotem Backstein mit Türmen und geheimen Gängen, die nach eigenen Schilderungen seine Fantasie und die Lust am Geschichtenerzählen anregten. Nach der Schule absolvierte er eine Journalistenausbildung und besuchte die Universität Barcelona. Bis 1994 war er in Barcelona hauptberuflich bei einer Werbeagentur tätig.
1993 erschien mit Der Fürst des Nebels sein erster Jugendroman, der den spanischen Jugendliteraturpreis Premio Edebé gewann. Später schrieb er zwei Fortsetzungen und einen weiteren, für sich stehenden Jugendroman.
Mit 30 Jahren zog Ruiz Zafón nach Los Angeles und konzentrierte sich dort auf das Schreiben. Neben der Arbeit an seinen Romanen war er in Kalifornien als Drehbuchautor tätig und schrieb als Korrespondent für die spanischen Tageszeitungen El País und La Vanguardia.
Sein 2001 erschienener fünfter Roman La sombra del viento (Der Schatten des Windes) wurde sehr gut aufgenommen und entwickelte sich im Laufe des Jahres 2002 zu einem Bucherfolg. In Deutschland erschien der Roman 2003 und stand auf dem ersten Platz der Spiegel-Bestsellerliste. La Vanguardia, eine große Tageszeitung aus Barcelona, wählte Der Schatten des Windes zum Buch des Jahres 2002. Zu dieser Zeit war Ruiz Zafón als Stipendiat zu Gast im Künstlerhaus Schloss Wiepersdorf. Bis 2004 wurden die Publikationsrechte in über 20 Länder verkauft. Im gleichen Jahr kehrte Ruiz Zafón nach Barcelona zurück. Damals arbeitete er an seinem Roman Das Spiel des Engels, der ersten von insgesamt drei Fortsetzungen seines Erfolgsbuchs.
Ruiz Zafón verfasste seine Bücher als Katalane in spanischer Sprache und wurde nach eigener Aussage auch wegen dieser nicht von allen sprachpolitischen Akteuren erwünschten Konstellation vom offiziellen Kulturbetrieb seiner katalanischen Heimat teilweise marginalisiert. Gegen Kritiker, die seine Bücher als bloße Bestseller charakterisierten, wehrte er sich mit dem Verweis auf die Bestsellerautoren Charles Dickens, Mario Vargas Llosa und Umberto Eco.
Carlos Ruiz Zafón war verheiratet; er hatte keine Kinder. Er starb im Juni 2020 nach längerer Krebserkrankung im Alter von 55 Jahren in Los Angeles.

## Auszeichnungen (Auswahl)
- 1993: Premio Edebé de literatura infantil y juvenil, Kategorie „Literatura juvenil“ für El príncipe de la niebla (dt. Der Fürst des Nebels)
- 2005: Barry Award in der Kategorie Bester Erstlingsroman für The Shadow of the Wind (dt. Der Schatten des Windes)

## Werke
- Trilogía de la niebla (Nebel-Trilogie)
  - El príncipe de la niebla. Edebé, Barcelona 1993, ISBN 0-06-172435-1 (dt. Der Fürst des Nebels. Aus dem Spanischen von Ulrike Schuldes. dtv, München 1996, ISBN 3-423-70399-7; Neuausgabe, aus dem Spanischen von Lisa Grüneisen. Fischer, Frankfurt am Main 2010, ISBN 978-3-596-86001-2)
  - El palacio de la medianoche. Edebé, Barcelona 1994, ISBN 0-06-128437-8 (dt. Der Mitternachtspalast. Aus dem Spanischen von Lisa Grüneisen. Fischer, Frankfurt am Main 2010, ISBN 978-3-596-86012-8).
  - Las luces de septiembre. Edebé, Barcelona 1995, ISBN 0-06-156557-1 (dt. Der dunkle Wächter. Aus dem Spanischen von Lisa Grüneisen. Fischer, Frankfurt am Main 2009, ISBN 978-3-596-85388-5).
- Marina. Edebé, Barcelona 1999, ISBN 84-236-4899-0 (dt. Marina. Übersetzt von Peter Schwaar. Fischer, Frankfurt am Main 2011, ISBN 978-3-10-095401-5). (Platz 1 der Spiegel-Bestsellerliste vom 9. bis zum 15. Mai 2011)
- Romane zum „Friedhof der vergessenen Bücher“
  - La sombra del viento. Planeta, Barcelona 2001, ISBN 84-08-05793-6 (dt. Der Schatten des Windes. Übersetzt von Peter Schwaar. Insel, Frankfurt am Main 2003, ISBN 3-458-17444-3). (Platz 1 der Spiegel-Bestsellerliste vom 20. bis zum 26. Oktober und vom 10. bis zum 16. November 2003)
  - El juego del ángel. Planeta, Barcelona 2008, ISBN 978-84-08-08118-0 (dt. Das Spiel des Engels. Übersetzt von Peter Schwaar. Fischer, Frankfurt am Main 2008, ISBN 978-3-10-095400-8). (Platz 1 der Spiegel-Bestsellerliste vom 1. bis zum 14. Dezember 2008)
  - El prisionero del cielo. Planeta, Barcelona 2011, ISBN 978-84-08-10582-4 (dt. Der Gefangene des Himmels. Übersetzt von Peter Schwaar. Fischer, Frankfurt am Main 2012, ISBN 978-3-10-095402-2).
  - El laberinto de los espíritus. Planeta, Barcelona 2016 (dt. Das Labyrinth der Lichter. Übersetzt von Peter Schwaar. Fischer, Frankfurt am Main 2017, ISBN 978-3-10-002283-7).
- La mujer de vapor. Kurzgeschichten. Planeta, Barcelona 2005, ISBN 84-08-06442-8 (daraus dt. Gaudí in Manhattan. Eine phantastische Erzählung, übersetzt von Peter Schwaar. Insel, Frankfurt am Main 2009 (Insel-Bücherei 1318), ISBN 978-3-458-19318-0).
- El príncipe de Parnaso. Planeta, Barcelona 2012 (dt. Der Fürst des Parnass. Eine Erzählung. Übersetzt von Peter Schwaar. Fischer, Frankfurt am Main 2014, ISBN 978-3-596-19882-5).
- La Ciudad de Vapor. Erzählungen. Planeta, Barcelona 2020, ISBN 978-84-08-23500-2. (dt. Der Friedhof der vergessenen Bücher. Übersetzt von Lisa Grüneisen und Peter Schwaar. Fischer, Frankfurt am Main 2021, ISBN 978-3-10-397093-7).